# Alluda
L'alluda è un particolare tipo di concia della pelle. Molto probabilmente il nome deriva dall'allume di rocca che viene comunemente impiegato per la concia.
Con l'alluda si ottiene un tipo di pelle molto sottile e particolarmente morbido. Questa qualità di pelle viene impiegata per l'interno dei copricapi, nella parte più bassa che viene a contatto con la fronte e le orecchie.
Per metonimia, si indica con "alluda" proprio questa parte del copricapo. Ad esempio le direttive dell'Arma dei Carabinieri sull'uso del basco citano l'alluda come parte dello stesso.